# Appuntamento al buio (film 1987)
Appuntamento al buio (Blind Date) è un film del 1987 diretto da Blake Edwards.

## Trama
Il giovane Walter Davis, lasciata l'improbabile attività di chitarrista, avanza faticosamente nella carriera di consulente finanziario in uno studio professionale californiano. Il titolare dello studio organizza una cena presso un esclusivo ristorante di Los Angeles per suggellare l'accordo con il tycoon giapponese Mr. Yakamoto, che dovrebbe lasciare il proprio patrimonio americano (qualche miliardo di dollari) in gestione fiduciaria allo studio stesso. Anche Walter è chiamato a partecipare alla cena, e cerca quindi di procurarsi un'accompagnatrice per l'occasione. Grazie alla cognata, Susie, il giovane trova la disponibilità dell'avvenente Nadia, che ha tuttavia un conclamato difetto: non regge assolutamente l'alcool (un solo sorso è sufficiente a farle perdere il controllo di se stessa).
Abbagliato dalla bellezza dell'occasionale compagna, Walter dimentica questo particolare e, durante la serata, le offre champagne. Nadia, di conseguenza, ne combina di tutti i colori, mandando per aria la cena di lavoro: l'ambito contratto sfuma, e Walter viene licenziato. Nel riaccompagnare l'amica in albergo il caos continua. Si palesa pure l'ex fidanzato di lei, David Bedford, giovane e strambo avvocato, con il quale Walter viene a lite, commettendo un paio di reati che lo conducono in tribunale. Qui si scopre che il processo è presieduto proprio dal padre di David, il giudice Harold Bedford, che assolve infine Walter, ma solo in seguito a un ricatto di David nei confronti di Nadia, che in cambio promette di tornare con lui e sposarlo. Alla vigilia del matrimonio, Walter cerca in ogni modo di contattare Nadia che, dal canto suo, è molto triste per la scelta cui si è obbligata. La mattina seguente, mentre in casa Bedford si sta per celebrare il matrimonio, irrompe Walter e ferma la cerimonia. Nadia si ricongiunge con lui, e i due si baciano nella piscina della villa dei Bedford.

## Colonna sonora
1. Simply Meant to Be - Gary Morris & Jennifer Warnes
2. Let You Get Away - Billy Vera & The Beaters
3. Oh, What a Nite - Billy Vera & The Beaters
4. Anybody Seen Her? - Billy Vera & The Beaters
5. Talked About Lover - Keith L'Neire
6. Crash, Bang, Boom - Hubert Tubbs
7. Something for Nash - Henry Mancini
8. Treasures - Stanley Jordan
9. Simply Meant to Be (strumentale) - Henry Mancini

## Critica
Il film non ha avuto una critica favorevole. Sull'Internet Movie Database ha totalizzato una votazione di 5.9 su 10, mentre Rotten Tomatoes ha il 44% di critiche positive dal pubblico (2.9 su 5 di media) e appena il 22% dai critici (4.1 su 10).

## Premi e riconoscimenti
- Jupiter Awards 1987: miglior attrice internazionale (Kim Basinger)